# Юлия Антония
Юлия Антония, иногда Юлия Цезарис (лат. IVLIA CAESARIS), (104 до н. э. — ок. 39 до н. э.) — римская матрона, мать Марка Антония, дальняя родственница Юлия Цезаря.

## Происхождение
Юлия была дочерью Луция Юлия Цезаря, консула 90 года до н. э. и его жены, принадлежавшей, судя по косвенным источникам, к роду Фульвиев.

## Первый брак
Около 85 года до н. э. Юлия вышла замуж за Марка Антония Кретика, представителя одной из самых значительных плебейских фамилий. В 83 году до н. э. она родила первого сына — Марка Антония, народного трибуна 50 до н. э., консула 44 до н. э. Затем около 81 года — Гая Антония, городского претора 44 до н. э., и около 80 года — Луция Антония, консула 41 года.
В 74 году до н. э. Марк Антоний стал претором, после чего в ранге пропретора уехал на Крит для борьбы с пиратами. Скорее всего, в том же году он умер на Крите.
Ещё при её жизни Юлию стали называть Юлия Антония, чтобы иметь возможность отличать её от других женщин рода Юлиев.

## Второй брак
Не позднее 71 года до н. э. Юлия вторично вышла замуж за Публия Корнелия Лентула Суру, консула 71 года. Её муж был казнен Цицероном без суда и следствия 5 декабря 63 до н. э., обвиненный в участии в заговоре Катилины. Детей у них не было.

## Юлия в истории
После смерти Лентула Суры Юлия больше не выходила замуж и сосредоточилась на устройстве своих уже взрослых сыновей. Большую помощь в этом ей оказывал её родственник Цезарь.
Единственный, кто упоминает о ней — Плутарх («Сравнительные жизнеописания. Антоний»). Он характеризует Юлию следующим образом:
«…[Антоний Кретик] был женат на Юлии из дома Цезарей, и благородством натуры, равно как и целомудрием, эта женщина могла поспорить с любою из своих современниц». («Антоний, 2»)
До смерти Цезаря Юлия жила в Риме. В 43 году до н. э. она спасла от проскрипций своего брата, Луция Юлия Цезаря:
«Его [Антония] дядя, Цезарь, за которым гнались убийцы, искал убежища у своей сестры. Когда палачи вломились в дом и уже готовы были ворваться в её спальню, она встала на пороге и, раскинув руки, воскликнула: „Вам не убить Луция Цезаря, пока жива я, мать вашего императора!“ Так она спасла брата от верной смерти». («Антоний, 24»).
Во время Перузийской войны Луция Антония и Фульвии против Октавиана Юлия покинула Рим, хотя Октавиан не настаивал на этом и относился к ней с большим почтением. Юлия уехала к Марку Антонию и вернулась в Италию только после примирения триумвиров в 39 году до н. э. Возможно, она присутствовала на встрече Марка Антония с Секстом Помпеем в Мизенах, где отговаривала Антония иметь дело с Помпеем, поскольку не доверяла ему.
В том же году, скорее всего, она умерла.